# لینالیل استات
لینالیل استات (به انگلیسی: Linalyl acetate) یک ترکیب شیمیایی با شناسه پاب‌کم ۸۲۹۴ است. شکل ظاهری این ترکیب، مایع بی‌رنگ است.